# Speciální vzdělávací potřeby
Dítětem, žákem a studentem se speciálními vzdělávacími potřebami se rozumí osoba, která k naplnění svých vzdělávacích možností nebo k uplatnění nebo užívání svých práv na rovnoprávném základě s ostatními potřebuje poskytnutí podpůrných opatření. Mezi podpůrná opatření se řadí nezbytné úpravy ve
vzdělávání a školských službách odpovídající zdravotnímu stavu, kulturnímu prostředí nebo jiným životním podmínkám dítěte, žáka nebo studenta. Děti, žáci a studenti se speciálními vzdělávacími potřebami mají právo na bezplatné
poskytování podpůrných opatření školou a školským zařízením .

## Rozdělení žáků s SVP
Žáci se speciálními vzdělávacími potřebami (SVP) se dělí na:
1. žáky se zdravotním postižením (zrakovým, sluchovým, tělesným nebo mentálním, s vadami řeči, s autismem, se specifickými poruchami učení - dyslexie, dysgrafie, dysortografie aj. - nebo chování závažnějšího charakteru)
2. žáky se zdravotním znevýhodněním (zdravotním oslabením, dlouhodobou nemocí nebo lehčí zdravotní poruchou vedoucí k poruchám učení nebo chování - dyslexie, ADHD aj.)
3. žáky se sociálním znevýhodněním (např. děti s nařízenou ústavní nebo ochrannou výchovou, z nevýhodného rodinného prostředí, z cizojazyčného prostředí apod.)

## Legislativní rámec problematiky
Nejdůležitějším dokumentem na poli vzdělávání je zákon č. 561/2004 Sb - Zákon o předškolním, základním, středním, vyšším odborném a jiném vzdělávání (školský zákon). K této problematice se vztahuje především § 16-19.

### Podpůrná opatření dle školského zákona
Paragraf 16 obsahuje soupis podpůrných opatření, která mohou děti, žáci a studenti s SVP dostat. Patří mezi ně :

a) poradenská pomoc školy a školského poradenského zařízení

b) úprava organizace, obsahu, hodnocení, forem a metod vzdělávání a školských služeb, včetně zabezpečení výuky předmětů speciálněpedagogické péče a
včetně prodloužení délky středního nebo vyššího odborného vzdělávání až o dva roky

c) úprava podmínek přijímání ke vzdělávání a ukončování vzdělávání

d) použití kompenzačních pomůcek, speciálních učebnic a speciálních učebních pomůcek, využívání komunikačních systémů neslyšících a hluchoslepých
osob), Braillova písma a podpůrných nebo náhradních komunikačních systémů

e) úprava očekávaných výstupů vzdělávání v mezích stanovených rámcovými vzdělávacími programy a akreditovanými vzdělávacími programy

f) vzdělávání podle individuálního vzdělávacího plánu

g) využití asistenta pedagoga

h) využití dalšího pedagogického pracovníka, tlumočníka českého znakového jazyka, přepisovatele pro neslyšící nebo možnosti působení osob poskytujících dítěti, žákovi nebo studentovi po dobu jeho pobytu ve škole nebo školském zařízení podporu podle zvláštních právních předpisů

i) poskytování vzdělávání nebo školských služeb v prostorách stavebně nebo technicky upravených

Mezi další důležité důležité legislativní dokumenty lze zařadit tyto spisy:
- vyhláška č. 27/2016 Sb. o vzdělávání žáků se speciálními vzdělávacími potřebami a žáků nadaných
- vyhláška č. 72/2005 Sb. o poskytování poradenských služeb ve školách a školských poradenských zařízeních
- zákon č. 563/2004 Sb. o pedagogických pracovnících
- vyhláška č. 671/2004 Sb.o organizaci přijímacího řízení ve vzdělávání ve středních školách
- vyhláška č. 13/2005 Sb. o střední vzdělávání a vzdělávání v konzervatoři
- vyhláška č. 48/2005 Sb. o základním vzdělávání a některých záležitostech plnění povinné školní docházky
- vyhláška č. 492/2005 Sb. o krajských normativech
- vyhláška č. 177/2009 Sb.o bližších podmínkách ukončování vzdělávání ve středních školách maturitní zkouškou